# Светов, Феликс Григорьевич
Фе́ликс Григо́рьевич Све́тов (настоящая фамилия Фри́длянд; 28 ноября 1927, Москва — 2 сентября 2002, там же) — русский писатель, литературный критик, журналист, диссидент.

## Биография
Родился в Москве в еврейской семье Григория Фридлянда, видного советского историка и первого декана исторического факультета МГУ, и Нехамы (Надежды) Львовны Фридлянд. Когда Феликсу было девять лет, его отца расстреляли по обвинению в участии в «контрреволюционной террористической организации». Мать также была репрессирована — её приговорили к восьми годам лагерей, срок она отбывала в лагере в Потьме.
В 1951 году Феликс окончил филологический факультет МГУ.
После окончания три года был журналистом на Сахалине. В 1955 году вернулся в Москву. Публиковал литературно-критические статьи и рецензии в московских газетах и журналах, чаще всего в «Новом мире», главным редактором которого был тогда А. Твардовский.
В 1960-х — 1970-х годах Светов выступал в защиту Андрея Синявского, Юлия Даниэля и Александра Солженицына. Именно в солженицынском сборнике «Из-под глыб», изданном в Париже (1974), Светов опубликовал под псевдонимом «Ф. Корсаков» статью «Русские судьбы».
Кроме того, писатель в разные периоды печатался в журналах «Грани», «Синтаксис», а после принятия вместе с женой Зоей Крахмальниковой православия — и в религиозных журналах «Вестник РХД» и «Надежда».
В 1978 году в Париже вышел в свет «неофитский» (по его собственным словам) роман Светова «Отверзи ми двери». В тот период Светова и его жену уже не печатали в официальных советских изданиях, они подвергались давлению со стороны властей. За вышедший в Париже роман «Опыт биографии» (1985) получил премию имени Владимира Даля.
В 1982 году Феликс Светов был исключён из Союза писателей СССР, а в январе 1985 года арестован и затем осуждён по статье 190 УК РСФСР «Антисоветская агитация и пропаганда». Судьёй на процессе был Вячеслав Лебедев. После года в Матросской тишине приговорён к 5 годам ссылки и отправлен на Алтай — туда, где уже отбывала ссылку Зоя Крахмальникова. В 1987 году Светов и Крахмальникова были освобождены и возвращены в Москву в рамках горбачёвской кампании по освобождению политзаключённых.
В 1990 году Светов восстановлен в Союзе писателей.
В 1991 в журнале «Новый мир» опубликован роман «Отверзи ми двери», а в журнале «Нева» — другой роман Светова «Тюрьма», в котором он рассказал о том, что видел в заключении.
Был членом Русского ПЕН-клуба. Работал в комиссии по вопросам помилования при Президенте Российской Федерации с 2000 до декабря 2001 года, когда она была расформирована указом В. Путина.
Феликс Светов умер в Москве на 75-м году жизни. Похоронен в Москве на Троекуровском кладбище.

## Семья
- Дочь Феликса Светова и Зои Крахмальниковой — правозащитница и журналистка Зоя Светова.
- Внуки:
  - Филипп Дзядко — российский журналист, главный редактор образовательного проекта «Арзамас».
  - Тимофей Дзядко — российский журналист, редактор «РБК».
  - Тихон Дзядко — российский журналист, главный редактор и ведущий телеканала Дождь.
  - Анна Дзядко — проектный менеджер Ельцин-Центра, ресерчер, дизайнер.
- Племянник — Александр Сергеевич Гуревич, поэт и переводчик.

## Избранная библиография
- Ушла ли романтика? Критические размышления. — М.: Советский писатель, 1963;
- Поиски и свершения. Заметки о современности искусства. — М.: Искусство, 1965;
- Михаил Светлов. — М.: Худ. лит., 1967. — 128 с. — 25 000 экз.;
- Светов Ф.Г. В пути : вместо обзора / Ф. Светов, Феликс Григорьевич // Детская литература. 1971. - М.: Детская литература, 1971. - С. 104 - 138.
- Нравственный фундамент. Заметки критика. — М., 1971
- Отверзи ми двери: роман. — 1974—1975, в 1978 году вышел в Париже, в 1991 году вышел в России: «Новый мир», № 10—12;
- Мать Мария — поэзия, служение, крест, надежда. — Париж, 1984;
- Опыт биографии. — Париж: ИМКА-Пресс, 1985. — 438 с.;
- Тюрьма. — М., 1992;
- Моё открытие музея : роман. — 2001;
- Чижик-пыжик : повесть. — 2001.

## Награды
- Благодарность Президента Российской Федерации (7 января 2002 года) — за активное участие в работе Комиссии по вопросам помилования при Президенте Российской Федерации[5]
- Премия имени Даля